# Premier Division 2009 (Irlanda)
La stagione 2009 è stata l'ottantanovesima edizione della League of Ireland, massimo livello del calcio irlandese.

## Classifica finale
|  | Pos. | Squadra         | Pt | G  | V  | N  | P  | GF | GS | DR  |
|  | ---- | --------------- | -- | -- | -- | -- | -- | -- | -- | --- |
|  | 1.   | Bohemians       | 77 | 36 | 24 | 5  | 7  | 62 | 21 | +41 |
|  | 2.   | Shamrock Rovers | 73 | 36 | 21 | 10 | 5  | 51 | 27 | +24 |
|  | 3.   | Cork City       | 60 | 36 | 17 | 9  | 10 | 42 | 28 | +14 |
|  | 4.   | Derry City      | 59 | 36 | 18 | 5  | 13 | 49 | 31 | +18 |
|  | 5.   | Dundalk         | 44 | 36 | 12 | 8  | 16 | 46 | 51 | -5  |
|  | 6.   | Sligo Rovers    | 43 | 36 | 11 | 10 | 15 | 41 | 51 | -10 |
|  | 7.   | St Patrick's    | 43 | 36 | 13 | 4  | 19 | 29 | 46 | -17 |
|  | 8.   | Galway Utd      | 42 | 36 | 12 | 6  | 18 | 36 | 57 | -21 |
|  | 9.   | Drogheda Utd    | 32 | 36 | 7  | 11 | 18 | 32 | 50 | -18 |
|  | 10.  | Bray Wanderers  | 28 | 36 | 6  | 10 | 20 | 30 | 56 | -26 |

Legenda:

         Campione d'Irlanda
         Qualificata in UEFA Champions League 2009-2010.
         Qualificate in UEFA Europa League 2009-2010
         Scioglimento
Note:
Tre punti a vittoria, uno a pareggio, zero a sconfitta.
Drogheda United salvatosi dopo aver vinto lo spareggio promozione-retrocessione contro il Bray Wanderers
Derry City inizialmente espulso dalla federazione calcistica irlandese in seguito a un giro di contratti illegali e in seguito declassato in FAI First Division.
Bray Wanderers sconfitto nello spareggio promozione/salvezza contro lo Sporting Fingal, ma ripescato in seguito allo scioglimento del Cork City avvenuto nel febbraio 2010.

## Statistiche

### Primati stagionali
| Record - Maggior numero di vittorie: Bohemians (24) - Minor numero di sconfitte: Shamrock Rovers (5) - Miglior attacco: Bohemians (62) - Miglior difesa: Bohemians (21) - Miglior differenza reti: Bohemians (+41) - Maggior numero di pareggi: Drogheda Utd (11) - Minor numero di vittorie: Bray Wanderers (6) - Maggior numero di sconfitte: Bray Wanderers (20) - Peggiore attacco: St Patrick's (29) - Peggior difesa: Galway Utd (57) - Peggior differenza reti: Bray Wanderers (-26) |

### Classifica marcatori
| Gol |  |  | Giocatore      | Squadra         |
| --- |  |  | -------------- | --------------- |
| 24  |  |  | Gary Twigg     | Shamrock Rovers |
| 22  |  |  | Jason Byrne    | Bohemians       |
| 15  |  |  | Rafael Cretaro | Sligo Rovers    |
| 12  |  |  | Chris Turner   | Dundalk         |
| 10  |  |  | Mark Farren    | Derry City      |